# Noctua caerulescens
Noctua caerulescens là một loài bướm đêm trong họ Noctuidae.